# Буньядлы (Ходжавендский район)
Буньядлы или Бунядлы (азерб. Bünyadlı) — село в административно-территориальном округе села Аракюль Ходжавендского района Азербайджана.

## География
Сёла Аракюль, Буньядлы, Джилан, Дашбашы, Мюлкюдере входят в состав Аракюльского сельского административно-территориального округа Ходжавендского района, при этом село Аракюль является центром этого сельского административно-территориального округа.

## История
В Советское время село входило в состав Аракюльского сельсовета Гадрутский район Нагорно-Карабахской автономной области (НКАО) Азербайджанской ССР.
2 сентября 1991 года на совместной сессии Нагорно-Карабахского областного и Шаумяновского районного Советов народных депутатов была принята Декларация о провозглашении Нагорно-Карабахской Республики в границах Нагорно-Карабахской автономной области (НКАО) и сопредельного Шаумяновского района Азербайджанской ССР.
26 ноября 1991 года Верховный Совет Азербайджанский Республики принял Закон "Об упразднении Нагорно-Карабахской автономной области Азербайджанской Республики". В этом Законе было постановлено помимо упразднения Нагорно-Карабахской Автономной Области (НКАО), в том числе также и переименование Мартунинского района в Ходжаведский, упразднение Гадрутского района и присоединение территории Гадрутского района в состав Ходжавендского района. В настоящее время село Буньядлы входит в состав Аракюльского сельского административно-территориального округа Ходжавендского района Азербайджана.
В результате Карабахского конфликта село в начале 1990-х годов попало под контроль непризнанной Нагорно-Карабахской Республики (НКР) и согласно административно-территориальному делению непризнанной республики, контролировавшей село с начала 1990-х до 2020 года, располагалось на территории Гадрутского района НКР.
23 октября 2020 года, во время Второй Карабахской войны, Президент Азербайджана Ильхам Алиев объявил об освобождении села Буньядлы.

## Население
По состоянию на 1 января 1933 года в селе проживало 266 человек (43 хозяйства), абсолютное большинство — армяне.